# نیکلاس گریس
نیکلاس گریس (انگلیسی: Nickolas Grace؛ زادهٔ ۲۱ نوامبر ۱۹۴۷) بازیگر اهل بریتانیا است.
از فیلم‌ها یا برنامه‌های تلویزیونی که وی در آن نقش داشته‌است، می‌توان به آخرین رقص سالومه، رابین از شروود، حرفه‌ای‌ها،  خانه پوشالی، ماجراهای شرلوک هلمز، اویتا، گوژپشت، مرلین، سیندرلا، آدمکشان میدسامر، خانواده من، مارپل آگاتا کریستی، تلفات، دکتر هو،کشتن ایو، شوهر ایده‌آل، باری دیگر برایدزهد، تیراندازی ماهی و کاسه طلایی اشاره کرد.